# La Montagne aux mille regards

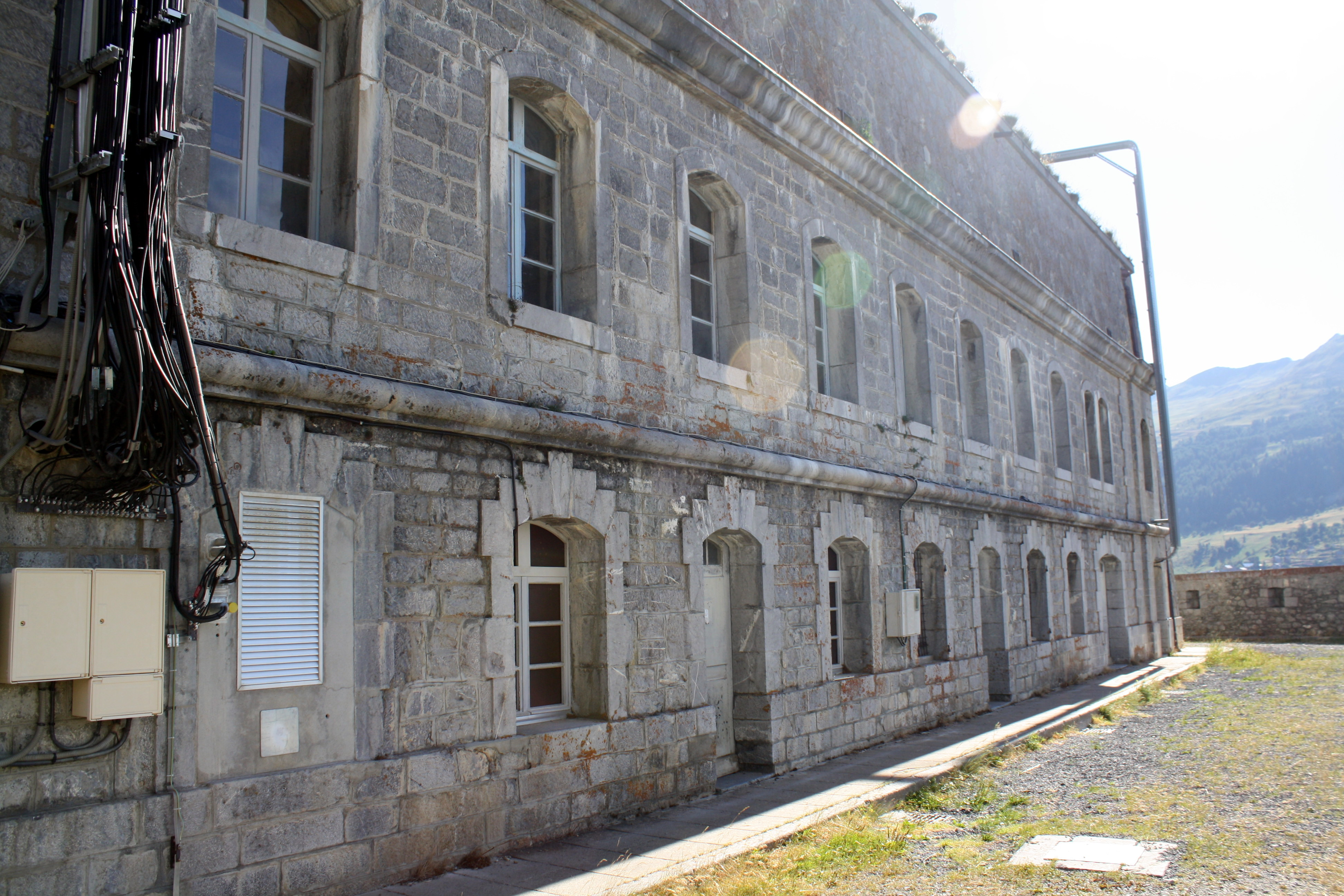
Bergsfästet för filmen i Saint-Michel och Valloire.

La Montagne aux mille regards (The Mountain of a Thousand Looks) är en fransk film från 2021 regisserad av Bastien Verney och skriven av David Chamberod.

## Synopsis
Under sitt sommarlov beslutar eleverna att åka till en stuga i Maurienne-dalen för att tillbringa en helg,.
De besöker det isolerade citadellet, som verkar allt mer mystiskt för dem, innan man förstår att det är ett spökslott och att de fångas av ett hemligt sällskap som kallas upplysningens brödraskap,.

## Datablad
- Titel : La Montagne aux mille regards ;
- Regissör : Bastien Verney[4] ;
- Manus : David Chamberod[4] ;
- Musik : Bastien Verney ;
- Produktionsföretag : Bastien Verney Films ;
- Distributionsföretag : Cimes Vision Production[5] ;
- Produktionsland : Frankrike ;
- Originalspråk : franska ;
- Format : färger ;
- Genrer : äventyr, fantasi, action ;
- Varaktighet : 155 minuter ;
- Utgivningsdatum i Frankrike : 29 december 2021[6].

## Distribution
- Aurore Péron (fröken Pays de Savoie 2014[5]) ;
- Lilou Collet[7] ;
- Baptiste Ratel ;
- Emmanuel Pétoud ;
- Lisa Excoffon ;
- Daniel Gros ;
- Aimé Traversaz ;
- Adrian Torrent ;
- Catherine Ratel ;
- Tamirys Lozat[3].

## Produktion

### Filmen
Filmen börjar fotografera 2017 i Saint-Jean-de-Maurienne (Gérard-Philipe teater). Det fortsätter i kommunerna Valloire (fort du Télégraphe), Chambéry (universitetet Savoie Mont Blanc), Orelle (huvudstadens museum), Saint-Michel-de-Maurienne, Modane (station) och Saint-Martin-de-la-Porte,,.

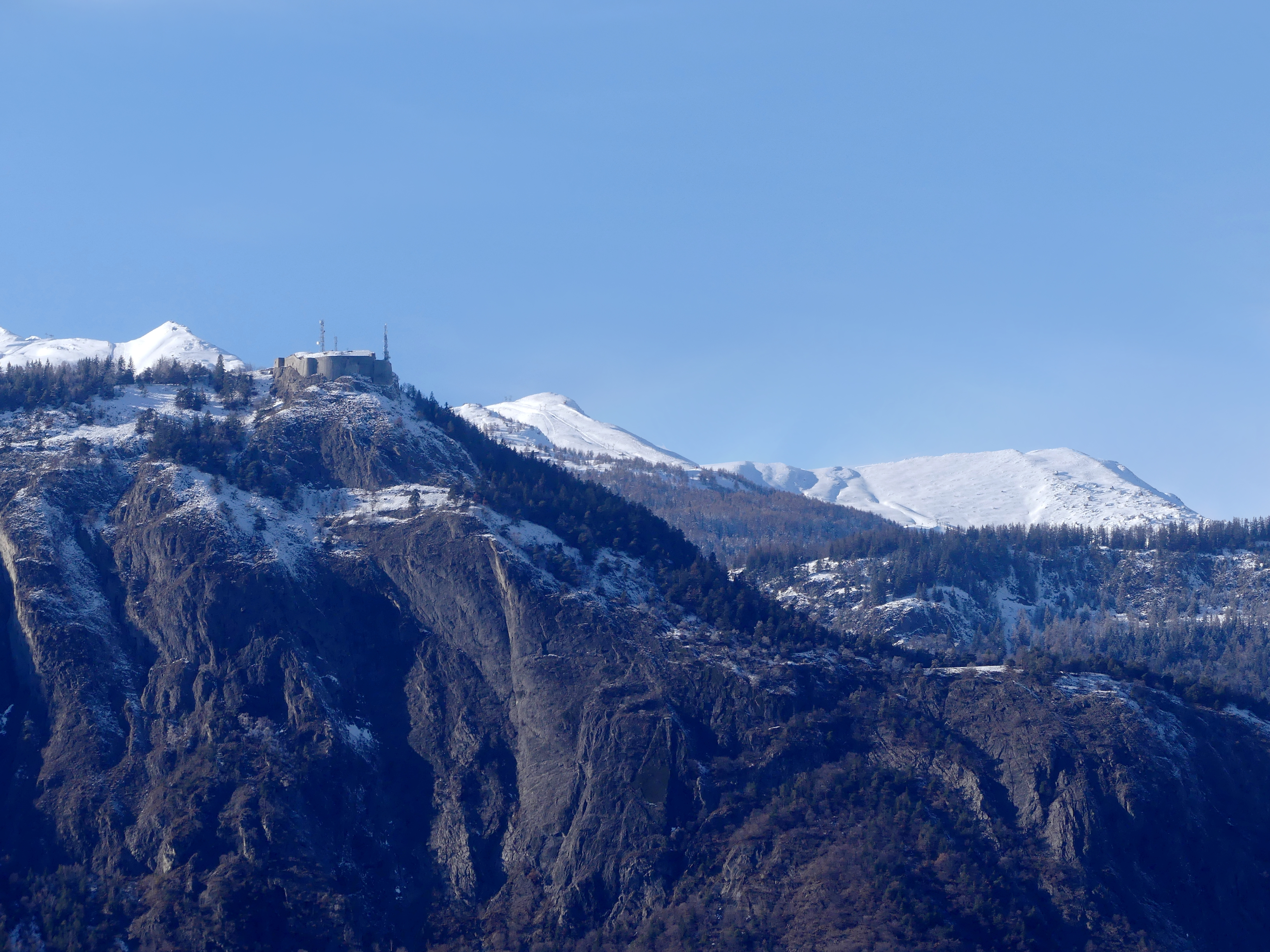
Telegraffortet.
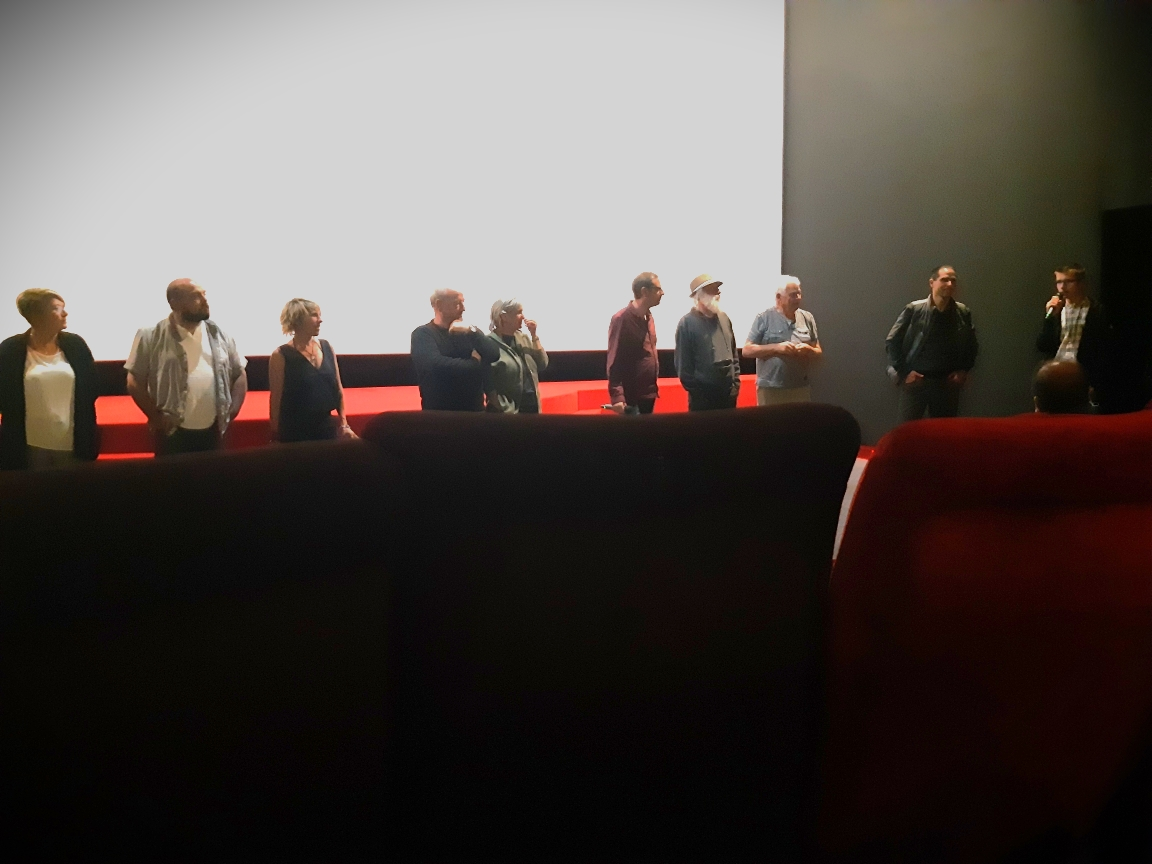
Besättning.
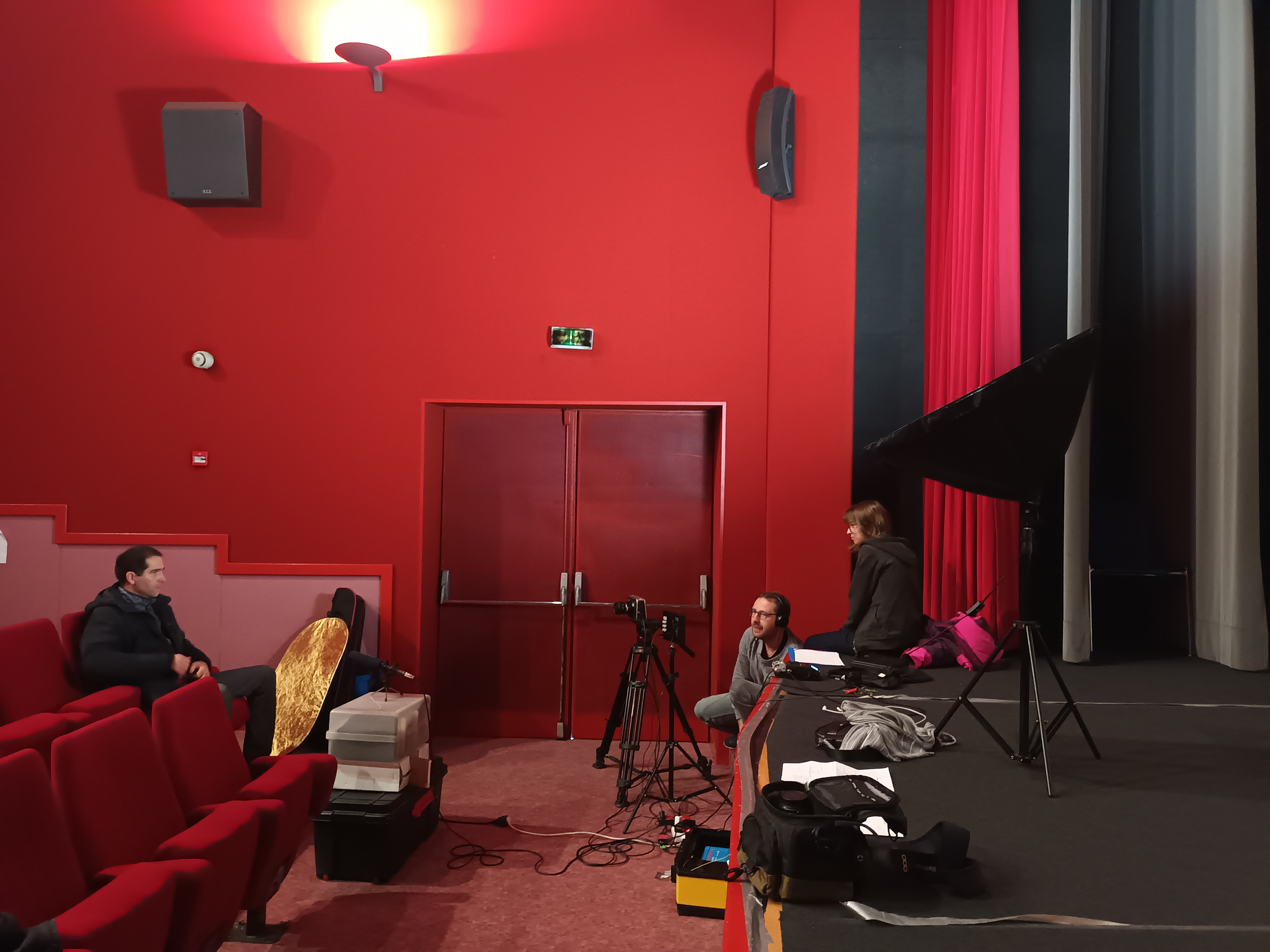
Produktionsteam.